# Detlef Musch
Detlef Musch, né le 28 mars 1970, à Fulda en Allemagne de l'Ouest, est un ancien joueur allemand de basket-ball. Il évolue durant sa carrière au poste de pivot.

## Palmarès
- Coupe d'Allemagne 1995